# إسحاق خوسيه باردو
إسحاق خوسيه باردو (بالإسبانية: Isaac J. Pardo) هو مؤرخ فنزويلي، ولد في 14 أكتوبر 1905 في كاراكاس في فنزويلا، وتوفي بنفس المكان في 3 مارس 2000.